# Algernon Blackwood
Algernon Henry Blackwood (ur. 14 marca 1869 w Shooter’s Hill, zm. 10 grudnia 1951 w Bishopsteighton) – brytyjski pisarz, dziennikarz i spiker radiowy. Jego prace, przez krytyków uznawane są „za najbardziej warte wyróżnienia wśród dzieł z gatunku weird fiction, może poza dziełami Lorda Dunsany’ego”.

## Życiorys
Algernon Blackwood urodził się w Shooter’s Hill, które dzisiaj jest południowo-wschodnią częścią Londynu, w rodzinie administratora urzędu pocztowego, który, według Petera Penzoldta „był człowiekiem dobrego serca, ale żenująco wąskich przekonań religijnych”.
Blackwood w swoim dorosłym życiu parał się wieloma zajęciami – był farmerem w Kanadzie, właścicielem hotelu, reporterem w Nowym Jorku, nauczycielem muzyki. Okazjonalnie pisywał do wielu periodyków. W wieku trzydziestu kilku lat przeniósł się na powrót do Anglii i zaczął pisać nowelki o tematyce z pogranicza fantasy i horroru. Dziesięć zbiorów krótkich opowiadań odniosło duży sukces i przyniosło mu rozgłos – niektóre z nich zostały zaadaptowane na potrzeby słuchowisk radiowych.
Blackwood napisał także czternaście powieści, parę książek dla dzieci, kilka sztuk teatralnych. Był miłośnikiem przyrody i sportów na wolnym powietrzu, co da się odczuć w wielu opowiadaniach. Interesował się okultyzmem i wiedzą tajemną. Aby zaspokoić swój „paranormalny głód” wstąpił do londyńskiego Ghost Club.
Jego najbardziej znanymi dziełami są zapewne Wendigo oraz Wierzby.
Blackwood należał prawdopodobnie do Hermetycznego Zakonu Złotego Brzasku, podobnie jak jego kolega po fachu Arthur Machen. Tematy kabalistyczne pobrzmiewają w opowiadaniu Ludzki Akord (The Human Chord)

## Wybrane dzieła

### Powieści
- Jimbo (1909)
- The Education of Uncle Paul (1909)
- The Human Chord (1910)
- The Centaur (1911)
- A Prisoner in Fairyland (1913; sequel do The Education of Uncle Paul)[4]
- The Extra Day (1915)
- Julius LeVallon (1916)
- The Wave (1916)
- The Promise of Air (1918)
- The Garden of Survival (1918)
- The Bright Messenger (1921; sequel do Julius LeVallon)
- Sambo and Snitch (1927)
- Dudley and Gilderoy (1929)
- The Fruit Stoners (1934)

### Opowiadania
- Wierzby (1907)
- Wendigo i inne upiory (1910)